# 29 Arietis
Désignations
29 Arietis est une étoile triple de la constellation du Bélier. 29 Arietis est sa désignation de Flamsteed. Sur la base d'un décalage annuel de la parallaxe de 34,86 ± 0,13 mas indique une distance d'environ 94 années-lumière (29 parsecs) de la Terre. Le système est visible à l'œil nu avec une magnitude apparente de 6,0 ; il se trouve à 0,02 degré au nord de l'écliptique. Il s'éloigne de plus en plus du Système solaire avec une vitesse radiale héliocentrique de +9 km/s.
Le cœur du système est formé d'une binaire spectroscopique avec une distance angulaire de 3,892 mas et un demi-grand axe de 0,156 92 ± 0,000 86 UA, une période orbitale de 19,4 jours et une excentricité de 0,4. Le membre le plus massif possède 114 % la masse du Soleil, tandis que son compagnon fait 88 % de la masse du Soleil. En orbite autour de la paire centrale à une distance angulaire de 1,422 seconde d'arc sur une période de 164 ans, le composant tertiaire a 52 % de la masse du Soleil.